# 22161 Сантаґата
22161 Сантаґата (22161 Santagata) — астероїд головного поясу, відкритий 29 листопада 2000 року.
Тіссеранів параметр щодо Юпітера — 3,346.